# 홍무정운역훈
《홍무정운역훈》(洪武正韻譯訓)은 한자의 중국음을 나타내기 위해 편찬한 운서인 《홍무정운》(洪武正韻)에 대해, 1455년(단종 3년)에 펴낸 한글 주석서이다. 세종이 훈민정음을 창제한 후 《동국정운》을 완성하고 나서 다시 한자의 중국음을 정확히 나타내고, 속음을 표시하며, 《홍무정운》을 중국 표준음으로 정하기 위해 《홍무정운》의 음을 한글로 표기하는 작업에 착수하였다. 이를 위해 신숙주·성삼문·조변안·김증·손수산이 편찬에 관여하였고, 수양대군과 계양군은 감장자(監掌者)의 역할을 맡아 편찬한 것이 《홍무정운역훈》이다. 
이 책의 편찬은 세종 때에 완료되지 못하였고, 문종 때 노삼·권인·임원준 등이 다시 교열하여 완성시켰으며, 단종 즉위년에 비로소 완성되었다. 2년 후인 단종 3년(1455년) 간행되었는데, 한글과 한문 대자는 목활자, 소자는 갑인자로 펴냈다.

## 편찬
세종은 집현전을 개편하여 연구를 지원하면서 어문 정책을 폈는데, 이는 한국어를 적는 새로운 문자인 훈민정음을 창제하는 것에서 시작되었다. 훈민정음이 마련된 뒤에야 한자음을 훈민정음으로 표음(表音)하여 나타낼 수 있었는데, 조선에서 사용하는 국어로서의 한자음을 규범적으로 정하여 표음하고자 한 책이 《동국정운》이었고, 조선 바깥에서 사용하는 외국어로서의 한자음을 표음하고자 한 책이 《홍무정운역훈》이었다.
당시에 중국 한자음 학습을 위하여 널리 쓰이던 운서는 1375년에 명나라에서 지은 《홍무정운》으로, 이 운서는 당시 명나라의 수도였던 남경에서 사용하는 남방음(南方音)을 기준으로 편찬되었다. 비록 홍무제는 홍무정운을 통하여 명나라 이전에 중국의 북부 지방을 다스렸던 원나라에서 사용하는 북방음(北方音)과 남방음을 모두 고려한 규범적인 한자음을 제시하고자 하였으나, 한자음을 인위적으로 교정하고자 하였기에 그 음이 널리 쓰이지는 못하였다. 그러나 홍무정운은 황제의 명으로 편찬된 관찬 운서라 조선 사회에서도 높은 권위를 지녔던 까닭에, 세종은 조선 사람이 중국의 표준 한자음을 익혀 역관 없이 중국인과 대화할 수 있고자 홍무정운의 번역을 명하였다.
《보한재집》에 실린 서문에 의하면 홍무정운역훈의 편찬에 8년이 걸렸으므로, 추정하건대 훈민정음의 창제 직후에 편찬이 시작된 것으로 보인다. 신숙주 등 편자들은 홍무정운의 체재(體裁)를 지키면서도 북방음을 반영하고자 7-8차례 중국을 다녀오고, 홍무정운을 분석하여 31성모 체계로 정리하였으며, 원고를 열 번 넘게 교열하였다.

## 특징
홍무정운역훈은 홍무정운의 반절 표기에 맞고 당시 중국의 현실 한자음과도 맞는 중국 한자음을 정음(正音), 중국의 현실 한자음과 맞으나 운서와는 맞지 않는 중국 한자음을 속음(俗音)으로 정하였는데, 본문에는 정음을 기본으로 적고 속음이 존재하는 경우에만 속음을 병기하였다.

## 구성
16권 8책 중 1책인 권1과 권2가 없어졌기 때문에 정확한 구성과 순서를 알지 못하나, 일반적인 운서를 생각할 때 다음과 같이 추정된다.
- 홍무정운역훈 서: 신숙주의 문집 《보한재집》(保閑齋集)에 수록됨
- 홍무정운 서: 《홍무정운》에 수록됨
- 사성통고: 〈홍무정운역훈 서〉에 의하면, 《사성통고》를 《홍무정운역훈》의 권두에 실었다고 하는데, 한 운서를 다른 운서 앞에 전재(全載)하는 것은 부자연스러우므로 아마 서문이나 그 편찬에 관련된 짧은 기록으로 추정됨
- 홍무정운 31자모지도: 《사성통해》에 수록됨
- 역훈 범례: 《사성통해》에 수록됨
- 홍무정운 범례: 《홍무정운》에 수록됨
- 홍무정운 목록: 《홍무정운》에 수록됨
- 본문

## 체계
중국의 전통적인 음운학에서는 음절을 성모(聲母)와 운모(韻母)의 결합으로 파악한다. 성모는 초성, 운모는 중성과 종성에 해당한다.

### 성모
음운학의 삼십육자모와 달리 다섯 개의 성모가 부족하다. 설상음(舌上音)은 정치음과 잘 구별되지 않으므로 설상음에 속하는 지모(知母), 철모(徹母), 징모(澄母)를 차례로 조모(照母), 천모(穿母), 상모(牀母)에 합하였고, 중국의 당시 현실 한자음에서 순경음의 차청에 해당하는 부모(敷母)는 전청에 해당하는 비모(非母)와 구별되지 않으므로 역시 합하였으며, 중국 한자음에서 니모(泥母)로 합류한 양모(穰母)도 합하였다.
|                     | 아음 (牙音) | 설두음 (舌頭音) | 순중음 (脣重音) | 순경음 (脣輕音) | 치두음 (齒頭音) | 정치음 (正齒音) | 후음 (喉音) | 반설음 (半舌音) | 반치음 (半齒音) |
| ------------------- | ----------- | --------------- | --------------- | --------------- | --------------- | --------------- | ----------- | --------------- | --------------- |
| 전청(全淸)          | 見 ㄱ       | 端 ㄷ           | 幇 ㅂ           | 非 ㅸ           | 精 ᅎ           | 照 ᅐ           | 影 ㆆ       |                 |                 |
| 전청(全淸)          | 見 ㄱ       | 端 ㄷ           | 幇 ㅂ           | 非 ㅸ           | 心 ᄼ           | 審 ᄾ           | 影 ㆆ       |                 |                 |
| 차청(次淸)          | 溪 ㅋ       | 透 ㅌ           | 滂 ㅍ           |                 | 淸 ᅔ           | 穿 ᅕ           | 曉 ㅎ       |                 |                 |
| 전탁(全濁)          | 群 ㄲ       | 定 ㄸ           | 並 ㅃ           | 奉 ㅹ           | 從 ᅏ           | 牀 ᅑ           | 匣 ㆅ       |                 |                 |
| 전탁(全濁)          | 群 ㄲ       | 定 ㄸ           | 並 ㅃ           | 奉 ㅹ           | 邪 ᄽ           | 禪 ᄿ           | 匣 ㆅ       |                 |                 |
| 불청불탁 (不淸不濁) | 疑 ㆁ       | 泥 ㄴ           | 明 ㅁ           | 微 ㅱ           |                 |                 | 喩 ㅇ       | 來 ㄹ           | 日 ㅿ           |

### 운모
중성과 종성을 합친 운모는 성조의 차이를 제외하면 22개 운목(韻目)으로, 성조의 차이를 고려하면 76개 운목으로 나뉜다. 정음을 기준으로 한 22개 운목은 다음과 같다.
|    | 운목     | 운모                           |    | 운목     | 운모                           |
| -- | -------- | ------------------------------ | -- | -------- | ------------------------------ |
| 1  | 東董送屋 | 우ᇰ, 욱, 유ᇰ, 욱                 | 12 | 簫篠嘯○  | 여ᇢ                             |
| 2  | 支紙寘○  | 으, 이                         | 13 | 爻巧效○  | 아ᇢ, 야ᇢ                         |
| 3  | 齊薺霽○  | 예                             | 14 | 歌哿箇○  | 어, 워                         |
| 4  | 魚語御○  | 유                             | 15 | 麻馬禡○  | 아, 야, 와                     |
| 5  | 模姆暮○  | 우                             | 16 | 遮者蔗○  | 여, ᄋᆑ                         |
| 6  | 皆解泰○  | 애, 얘, 왜                     | 17 | 陽養漾藥 | 아ᇰ, 악, 야ᇰ, 약, 와ᇰ, 왁         |
| 7  | 灰賄隊○  | 위                             | 18 | 庚梗敬陌 | 의ᇰ, 읙, 이ᇰ, 익, 위ᇰ, 윅, ᄋᆔᇰ, ᄋᆔᆨ |
| 8  | 眞軫震質 | 은, 읃, 인, 읻, 운, 욷, 윤, 욷 | 19 | 尤有宥○  | 으ᇢ, 이ᇢ                         |
| 9  | 寒旱翰曷 | 언, 얻, 원, 웓                 | 20 | 侵寢沁緝 | 음, 읍, 임, 입                 |
| 10 | 刪産諫轄 | 안, 앋, 얀, 얃, 완, 왇         | 21 | 單感勘合 | 암, 압, 얌, 얍                 |
| 11 | 先銑霰肩 | 연, 엳, ᄋᆑᆫ, ᄋᆑᆮ                 | 22 | 監琰豔葉 | 염, 엽                         |

## 고려대학교 소장본
홍무정운역훈 권3~16(洪武正韻譯訓 卷三~十六)은 조선 단종 3년(1455)에 출판된 금속활자본이다. 이것은 세종 때에 작업을 착수하였는데, 세종은 훈민정음을 창제한 후 한글에서의 한자음을 바로잡기 위해 세종 29년(1447)에 《동국정운》을 완성했다. 다시 한자의 중국음을 정확히 표시하기 위해 명나라에서 엮은 한자의 운(韻)에 관한 책인 《홍무정운》의 음을 한글로 나타낼 목적으로 시작한 것이 《홍무정운역훈》으로, 단종 3년(1455)에 16권 8책으로 완성되었다.
현재 1책인 권1과 권2는 없어지고 권3에서 16까지 14권 7책만이 남아 있다. 한글과 한자 큰 글자는 목활자로, 한자 작은 글자는 갑인자로 찍었다. 또한 이 책을 편찬한 취지, 연기 등은 신숙주의 문집인 《보한재집》 권15에 〈홍무정운역훈서〉가 있어 그 대강을 짐작할 수 있다.
이 책은 당시의 한국어를 연구하는 데 도움이 되는 자료이다. 현전하지 않다가, 고서점 화산서림(華山書林)을 운영한 이성의(李聖儀)가 초간본을 발견하여 이숭녕이 1959년에 학계에 공개하였고, 고려대학교 중앙도서관으로 1974년에 기증하였다.

## 사진

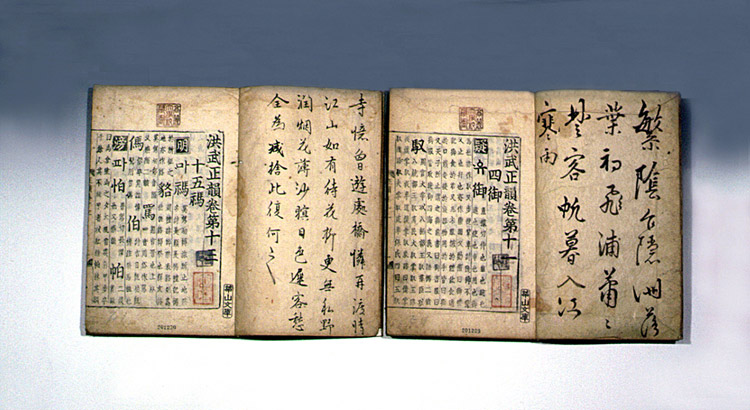
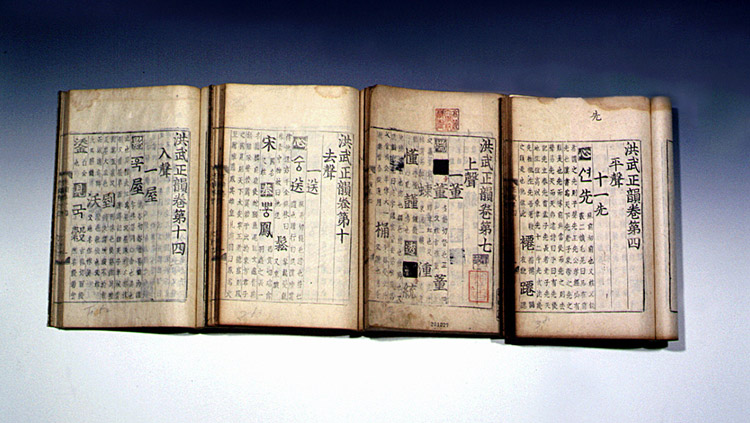
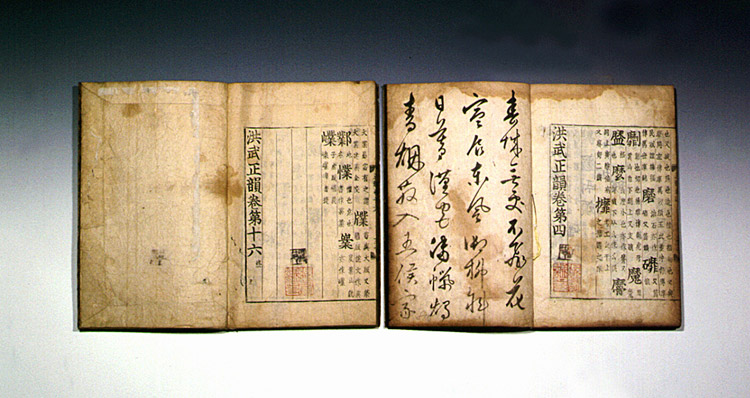
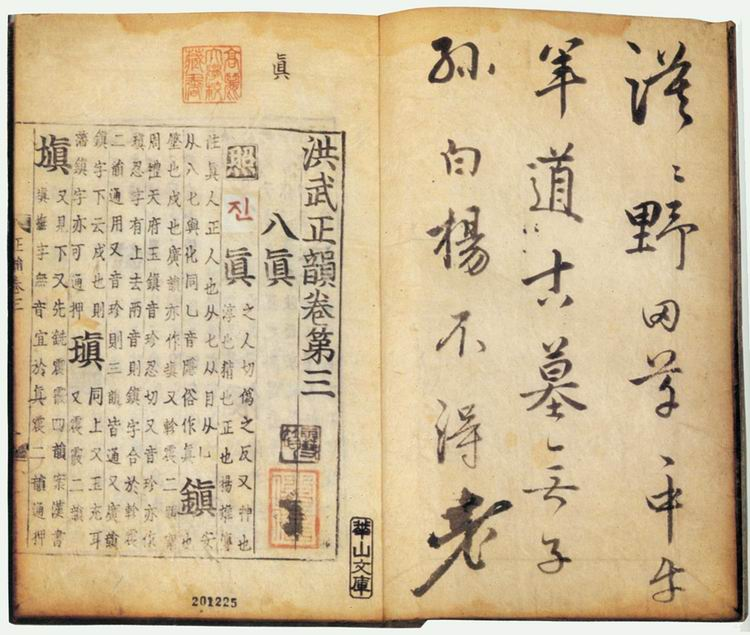

## 참고 자료
- 강신항 (2000). 《한국의 운서》. 서울: 태학사. ISBN 9788976265418.
- 김무림 (2006). 《홍무정운역훈》. 서울: 신구문화사. ISBN 9788976681287.
- 정경일 (2002). 《한국운서의 이해》. 서울: 아카넷. ISBN 9788989103851.
- 홍무정운역훈 - 국가유산청 국가유산포털

 본 문서에는 서울특별시에서 지식공유 프로젝트를 통해 퍼블릭 도메인으로 공개한 저작물을 기초로 작성된 내용이 포함되어 있습니다.